# صرمان
صرمان، بالأمازيغية: ⵙⵓⵕⵎⴰⵏ هي مدينة ساحلية أصبحت تقع الآن على ساحل البحر الأبيض المتوسط شمال شرق ليبيا ، تحدها من الجنوب سلسلة جبال نفوسة. تبعد عن العاصمة طرابلس نحو 60 كم غربًا. في سنة 2006 بلغ عدد سكانها حوالي 63.000 نسمة تقريباً بينما ارتفع عام 2023 حيث بلغ حوالي 100.000 نسمة. وتعتبر رابع أكبر تجمع سكاني في منطقة الساحل الغربي.
اشتهرت المدينة بموقعها الرابط بين الجبل والساحل وسهولها، وغاباتها، كما يوجد بها وادي الإثل الموسمي، والذي يقع جنوب المدينة بقرب محمية للحيوانات البرية تحمل نفس الاسم. تعتبر المدينة تجاريةً بالدرجة الأولى، حيث تزخر بالمصانع والأسواق الكبرى والمحال التجارية من شتى المجالات، كما أن لها ارثًا ثقافيًا متنوعًا حيث كتب عنها المؤرخون والرحّالة، وتغنى بها الشعراء والفنانون أمثال الشاعر الراحل علي الفزاني والمطرب الراحل محمد حسن، وتعدّ ايضًا وجهةً مهمة للسياح الراغبين في التمتّع بشواطئها خلال فصل الصيف.

## أصل التسمية
«صرمان أم الربيع» هو اسم المدينة، وأصل كلمة صرمان (بضم الصاد) هو سرمان (بحرف السين) كما في رحلة البكري، وغيره من الرحالة العرب والجغرافيين العرب القدامى، وتعني اليعاسيب أو النحل البري الذي كان ينتشر قديماً في هذه المنطقة، ويبدو أن هذه الكلمة أطلقت على هذه المنطقة إبان الفتح الإسلامي وقدوم المسلمين إلى صبراتة أثناء حصارهم لطرابلس التي تحصّنت ولم يتم فتحها بسهولة. كما يقال أيضاً أن أصل التسمية أمازيغي وهو يعني بالعربية «قنديل البحر» ويسمى في ليبيا ب«الحُرّيْق» نظرا للسعته الحارقة وانتشاره بالمدينة، أما فلكلورياً فإن التسمية في بعض الروايات الشعبية هي اختصار لكلمتي (صر المال)أي ملى المال في صرة (قطعة قماش)، حيث كانت التجارة مزدهره في سوق المدينة، بينما ترى رواية شعبية أخرى أن أنه كان يطلق عليها اسم سور أمان أو سور الرمان حيث كانت معروفه بزراعة الرمان، ولعلّ الأرجح كما ورد في بعض الكتابات أنها بالسين، فقد أطلق عليها الفاتحون المسلمون اسم سرمان بمعنى اليعاسيب أي النحل البري لكثرته بتلك المنطقة.

## المعالم السياحية
تمتاز المدينة بساحل على البحر الأبيض المتوسط لم يتم استغلاله كما يجب سوء وجود بعض الشاليهات الصغيرة وبعض المعسكرات الصيفية للشباب، ويتميز بحر المدينة بوجود عمق مائي دائري طويل قريب من الشاطئ بين صخور جزيرة صخرية صغيرة يستخدمه الشبان للغطس ويسمونه بالعامية الليبية الأبيار (لانه يشبه البئر).
كما يوجد بالمنظقة القريبة من شاطئ البحر غابة تعرف باسم غابة صرمان.
يوجد جنوب المدينة منتزه صرمان الوطني وهي غابة كثيفة الأشجار، يستخدمها المواطنين للتنزه أيام العطلات بفصل الربيع. وترتفع عن سطح البحر مما يجعلها ذات هواء عليل.

## الاقتصاد
يعتبر الاقتصاد بالإجمال زراعي، رعوي، تجاري. وتشتهر المدينة «بسوق الأحد» ويتم يوم الأحد حيث يجتمع به الناس وتوزع الأسواق بالمنطقة المجاورة للمدينة. حيث يقام سوق السبت «بابي عيسى» والأحد «صرمان»، والاثنين «الزاوية»، الجمعة «صبراته سوق العلالقة».
كما تشتهر المدينة بسوق السيارات وكثرة معارض السيارات وكذلك سوق مواد البناء والصحية وما يلزم للبناء على مستوى المنطقة الغربية لليبيا.
كما يوجد بها مصنع اللدائن الذي تم قصفه من قبل حلف شمال الأطلسي ابان ثورة 17 فبراير 2011. وكذلك مصنع الدقيق والمكرونة ومصنع الاعلاف الحيوانية ومصنع لصناعة الاجر في المنطقة الصناعية الجديد والتي تقع جنوب المدينة وعدد مصانع حرفية صغيرة كما تشتهر بزراعة البرتقال وكثرة مصانع الحلويات وصيد الأسماك حيث يوجد بها مرفأ لصيد الأسماك.
وعلى طول الطريق الساحلي يوجد محلات تجارية منها ما يعمل 24 ساعة متواصلة لتوفير احتياجات أهل المدينة والمسافرين عبر الطريق الساحلي.
بالنسبة لسوق صرمان والذي كان يوجد في وسط المدينة القديم فإنه ومنذ العهد العثماني وحتى قرابة ستينيات القرن العشرين كان يعد أكبر الأسواق في المنطقة الواقعة غرب طرابلس، وكان تأتيه الناس من كل مكان من الجبل الغربي ومن غرب المدينة وشرقها بل ومن تونس في العهد التركي، وذلك لأن موقع صرمان يتوسط المنطقة الغربية وهو مكان مناسب لالتقاء التجار وتبادل السلع.

## التعليم والصحة
يوجد بالمدينة عدد كبير من مدارس المرحلة الابتدائية والإعدادية وكذلك الثانوية، كما أن بها عددا من المعاهد المتوسطة في مجال الحاسوب، الميكانيكا، الهندسة، التكييف والتبريد، الكهرباء، البيطرة والتمريض كما أن با عدد من المدارس الخاصة لجميع المراحل وبها عدد من الكليات منها كلية الاقتصاد والعلوم الإدارية، كلية القانون وكلية العلوم الطبية وجميعها تابعة جامعة الزاوية. إضافة إلى المركز العالي للمهن الشاملة.
يوجد بالمدينة مستشفى عام وعدد من المراكز الصحية وبها عدد من العيادات التخصصية.

## النوادي الرياضية
- نادي رفيق صرمان
- نادي الشبيبة الرياضي الثقافي الإجتماعي
- نادي نجوم صرمان (ماقورة)
- (ميدان الفورسية بصرمان)

كما أن بها عدد من الملاعب الجاهزة وصلات ألعاب القوة